# Hans-Jürgen Stöckmann
Hans-Jürgen Stöckmann (* 8. Januar 1945 in Göttingen) ist ein deutscher Physiker, der sich mit Quantenchaos befasst. Er ist Professor im Ruhestand an der Universität Marburg.
Stöckmann, der Sohn des Physikers Fritz Stöckmann, studierte Physik an der Ruprecht-Karls-Universität Heidelberg und wurde dort 1972 promoviert und habilitierte sich 1978. Seit 1979 ist er Professor für Experimentalphysik an der Universität Marburg.
Stöckmann entwickelte Mikrowellen-Techniken zum Studium des Quantenchaos. Dabei wird das Verhalten der quantenmechanischen Wellenfunktionen durch die der Mikrowellen in verschiedenen Resonator-Geometrien oder experimentellen Anordnungen, die mesoskopische Quantensysteme in der Festkörperphysik modellieren, simuliert.
Er schrieb eine einführende Monographie über Quantenchaos. Laut Scopus hat Stöckmenn 2021 einen h-Index von 33 und liegt damit vor seinem Vater (23) und seinem höher dotierten (C4), langjährigen Partner Hans Ackermann (19).

## Schriften
- Quantum Chaos. An Introduction, Cambridge University Press 1999
- mit Dirk Dubbers: Quantum Physics: The Bottom-Up Approach - From the simple two-level system to irreducible representations, Graduate Texts in Physics, Springer 2013, ISBN 978-3-642-31059-1
- Microwave billiards and quantum chaos, Scholarpedia
- mit Fritz Haake: Chaostheorie: Klassisches und quantenmechanisches Wellenchaos: Warum sind die Fluktuation der Energie-Eigenwerte universell ?, Physikalische Blätter, Band 56, 2000, 27–32
- Quantenchaos zum Anfassen — das Mikrowellenbillard, Physikalische Blätter, Band 53, 1997, S. 121–126
- Mikrowellenbillards. Chaos in der Quantenphysik, Physik in unserer Zeit, Band 24, 1993, Heft 5, S. 200–2006